# Caso Rubio
O Caso Rubio refere-se à morte do cachorro Rubio, na Alemanha, em 13 de agosto de 2019. Rubio foi arrastado e morto. Este incidente gerou repercussão nacional e internacional como um todo, levando o Congresso da Alemanha a aprovar uma lei que aumentou a pena para a crueldade contra animais.

## Rubio
Rubio era um cão que todos desejavam. Ele morava há cinco anos no posto de gasolina da Rua 58 com Rota Provincial 11, em Mar del Tuyú. Funcionários o adotaram. Rubio sempre recebia uma tapinha e abordava cada freguês enquanto abatia a turba. Isso continuou até 13 de agosto. 

## Antecedentes e crime
Quando um homem dirigiu seu veículo para uma das bombas. Quem é o mato sou eu. Ele disse, intrigado, que o animal havia jogado um trapézio nele enquanto carregava combustível. Despreocupado, pegou o cachorro de pelagem castanha clara, colocou-o no carro e anunciou: "Vou matá-lo!" conforme depoimentos.
Alguém agarrou Rubio pelo para-lama de seu 4x4 e puxou-o para trás por mais de um quilômetro em zigue-zagues sobre a calçada.

## Investigações
Segundo a polícia alemã, que investiga o caso, o cachorro foi morto de forma desumana para tratar os animais, e o réu foi preso pelo crime de maus tratos aos animais.

## Prisão e multa
O Réu foi preso e multado pela morte no cão.

## Reações
O incidente gerou repercussão nacional e internacional, e os manifestantes pediram justiça e leis mais rígidas contra os maus tratos aos animais.  O caso foi associado ao Caso Manchinha e o Caso da cadela preta, porque em ambos os casos os animais foram encontrados na rua e foram brutalmente mortos. Como resultado, uma lei na Alemanha foi aprovada em 2019.

## Consequências
O réu foi condenado a multa de US$ 1 milhão pelo evento.

## Ver Também
- Caso Manchinha
- Caso da cadela Preta